# Grabmal der Hedwig von Anjou

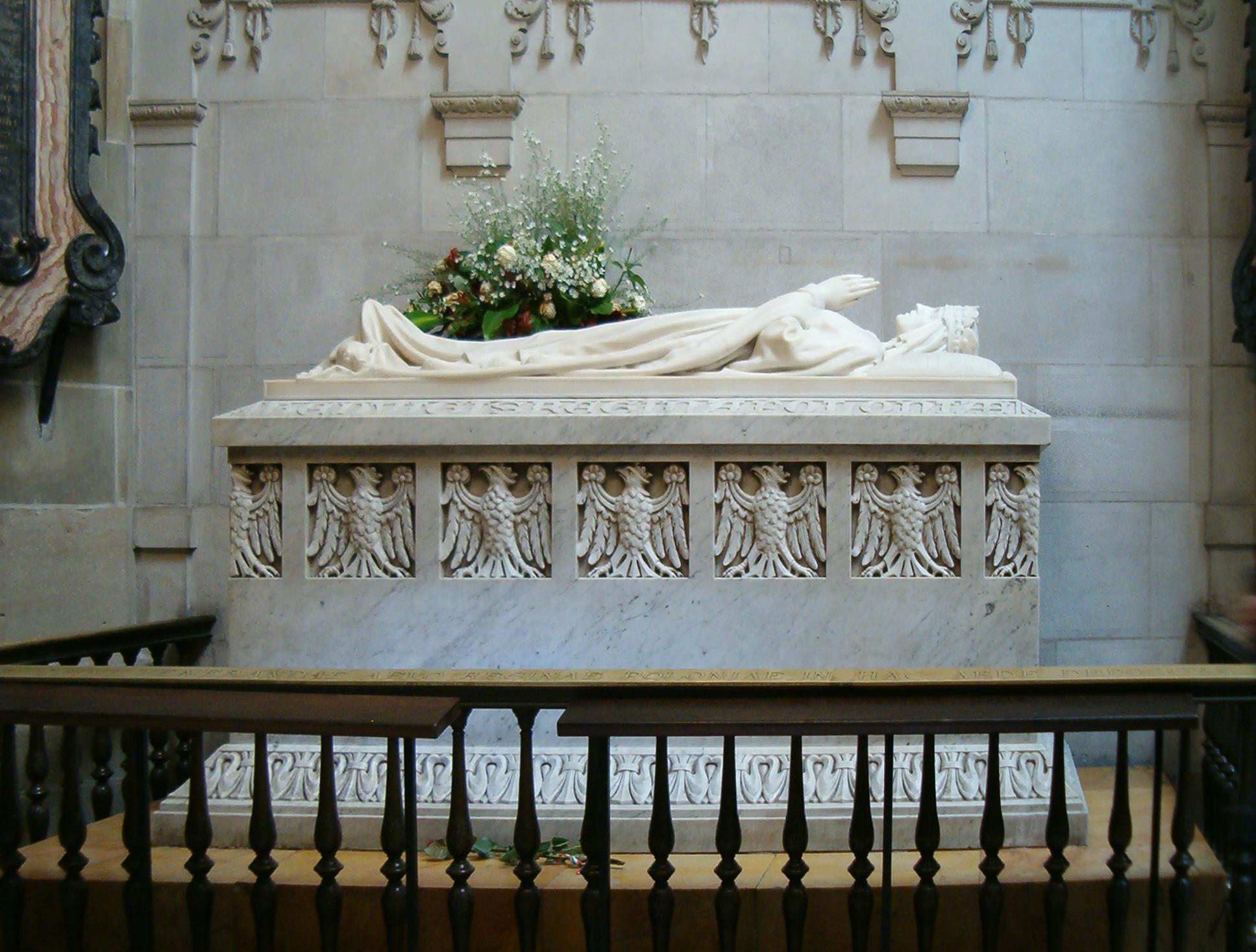
Grabmonument von Königin Hedwig von Anjou in der Wawel-Kathedrale

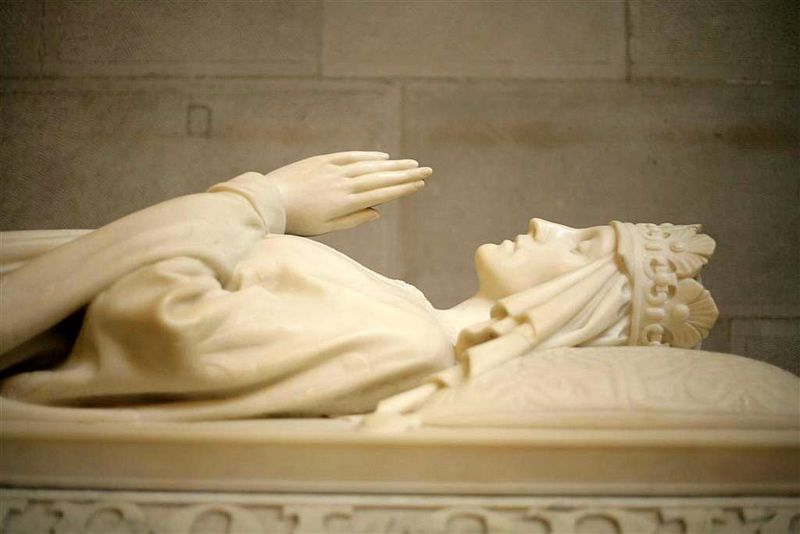
Kopf- und Brustpartie der Statue des Königs

Das Grabmal der Hedwig von Anjou, Königin von Polen, befindet sich in der Wawel-Kathedrale in Krakau.

## Beschreibung
Hedwig von Anjou starb 1399 in Polen und wurde zunächst am Hauptaltar der Wawel-Kathedrale beigesetzt. Sie wurde schon bald als Heilige verehrt. Die offizielle Selig- und Heiligsprechung erfolgte jedoch erst im 20. Jahrhundert. Anfang des 20. Jahrhunderts entschloss man sich, ihr ein neues Grabmal in der Wawel-Kathedrale aufzustellen. Graf Karl Lanckoroński gab es 1902 in Auftrag und Antoni Madeyski schuf es aus weißem Marmor. Es ist in neugotischer Form gehalten und hat italienische Grabmäler aus der Kathedrale in Lucca als Vorbild. Die Königin wurde allerdings erst 1949 in das neue Grabmal umgebettet. Sie ist als junge betende Frau dargestellt. An den Seiten befinden sich die Wappen des Königreichs Polen und der Anjou. Neben dem Grab befinden sich in einem Glaskasten das Zepter und der Königsapfel, die zuvor in dem ursprünglichen Grab der Königin gelegen haben.